# Lionel Lindon
Lionel Lindon (* 2. September 1905 in San Francisco, Kalifornien; † 20. September 1971 in Van Nuys, Kalifornien) war ein US-amerikanischer Kameramann.

## Leben
Lionel Lindon begann seine Karriere im Filmgeschäft als „Camera operator“ in den 1930er Jahren. Insgesamt wirkte er an mehr als 100 Produktionen mit. 
Im Jahr 1945 wurde er für seine Arbeit an Der Weg zum Glück für den Oscar nominiert. 1957 konnte er diesen für sein Mitwirken an In 80 Tagen um die Welt gewinnen. Zwei Jahre darauf erfolgte eine weitere Oscar-Nominierung.
Ab den 1950er Jahren war Lindon immer wieder für das Fernsehen tätig, hier wirkte er vor allem an verschiedenen Fernsehserien mit. In den 1970er Jahren war er ausschließlich für verschiedene Fernsehproduktionen tätig. 1970 und 1971 wurde er jeweils mit einem Emmy ausgezeichnet.
Mehrere Male arbeitete er mit dem Regisseur John Frankenheimer zusammen, letztmals 1969 bei dem Film The Extraordinary Seaman.

## Filmografie (Auswahl)
- 1934: Sophie kann’s nicht lassen (The Notorious Sophie Lang) (Kameraführer)
- 1944: Der Weg zum Glück (Going My Way)
- 1945: A Medal for Benny
- 1946: Der Weg nach Utopia (Road to Utopia)
- 1946: Die blaue Dahlie (The Blue Dahlia)
- 1946: Mit Pinsel und Degen (Monsieur Beaucaire)
- 1947: Mit Gesang geht alles besser (Welcome Stranger)
- 1947: Detektiv mit kleinen Fehlern (My Favorite Brunette)
- 1947: Mädchen für Hollywood (Variety Girl)
- 1948: Tal der Leidenschaften (Tap Roots)
- 1949: Der Agent aus der Hölle (Alias Nick Beal)
- 1949: Diebstahl in Irland (Top o’ the Morning)
- 1950: Der Weihnachtswunsch (The Great Rupert)
- 1950: Endstation Mond (Destination Moon)
- 1950: Amazonen des Urwalds (Prehistoric Women)
- 1950: Ende im Morgengrauen (The Sun Sets at Dawn)
- 1951: Bis zum letzten Atemzug (Only The Valiant)
- 1951: U-Kreuzer Tigerhai (Submarine Command)
- 1951: Trommeln im tiefen Süden (Drums in the Deep South)
- 1952: Hongkong (Hong Kong)
- 1952: Flucht vor dem Feuer (The Blazing Forest)
- 1952: Die Geliebte des Korsaren (Caribbean)
- 1953: Geknechtet (The Vanquished)
- 1953: Ein Lied, ein Kuß, ein Mädel (The Stars Are Singing)
- 1955: Die Eroberung des Weltalls (Conquest of Space)
- 1956: In 80 Tagen um die Welt (Around the World in Eighty Days)
- 1957: Steig aus bei 43000 (Bailout at 43,000)
- 1957: Der Einsame (The Lonely Man)
- 1958: Laßt mich leben (I Want to Live!)
- 1959: Ein Schuß und 50 Tote (Alias Jesse James)
- 1961: Die jungen Wilden (The Young Savages)
- 1962: Mein Bruder, ein Lump (All Fall Down)
- 1962: Botschafter der Angst (The Manchurian Candidate)
- 1966: Grand Prix
- 1968: Nacht ohne Zeugen (Pendulum)
- 1971: Columbo: Lösegeld für einen Toten (Ransom for a Dead Man) (Fernsehfilm)